# Serravalle a Po
Serravalle a Po – miejscowość i gmina we Włoszech, w regionie Lombardia, w prowincji Mantua.
Według danych na rok 2004 gminę zamieszkiwały 1723 osoby, 66,3 os./km².